# Dymniok Biały

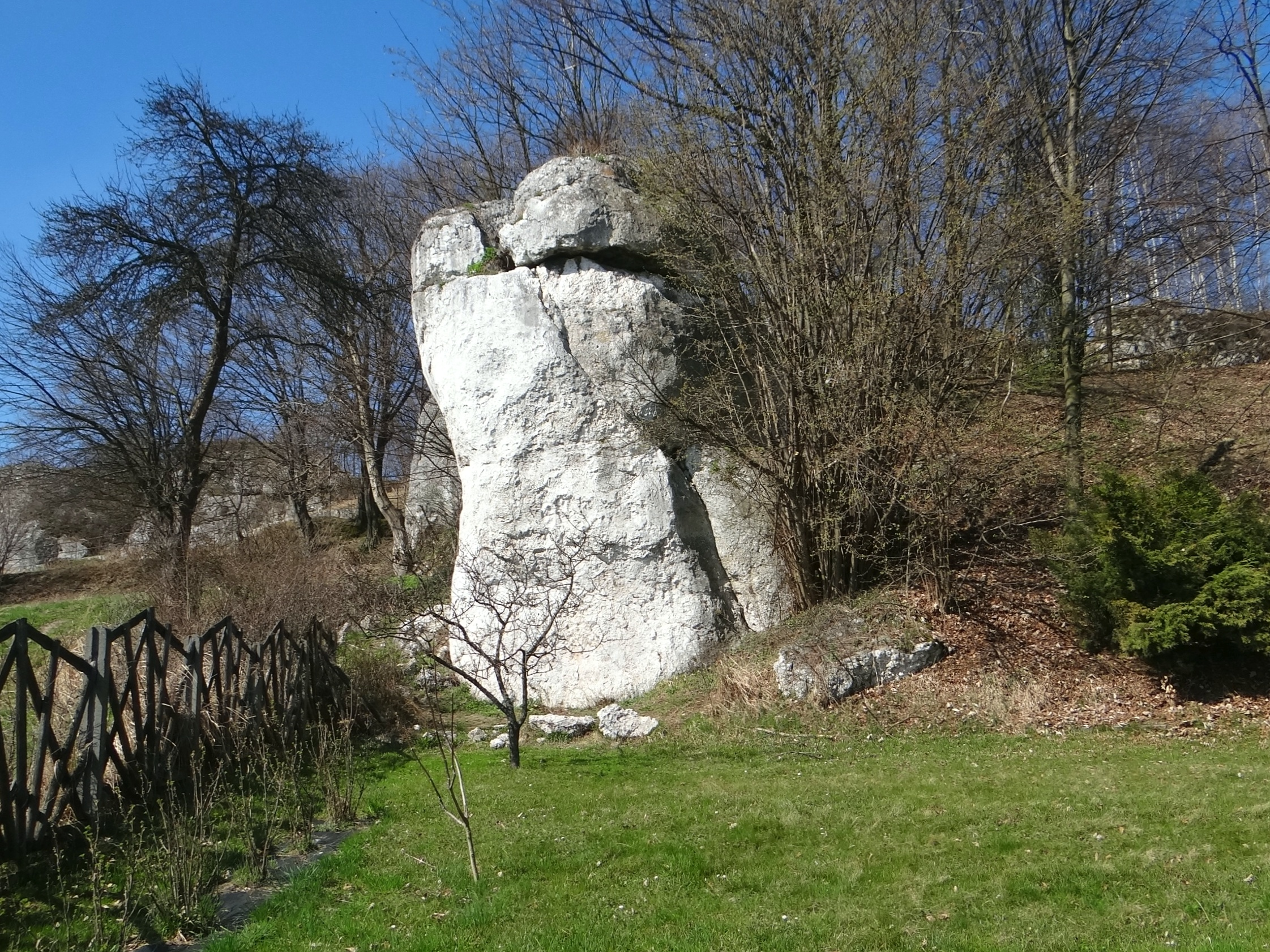
Dymniok Biały

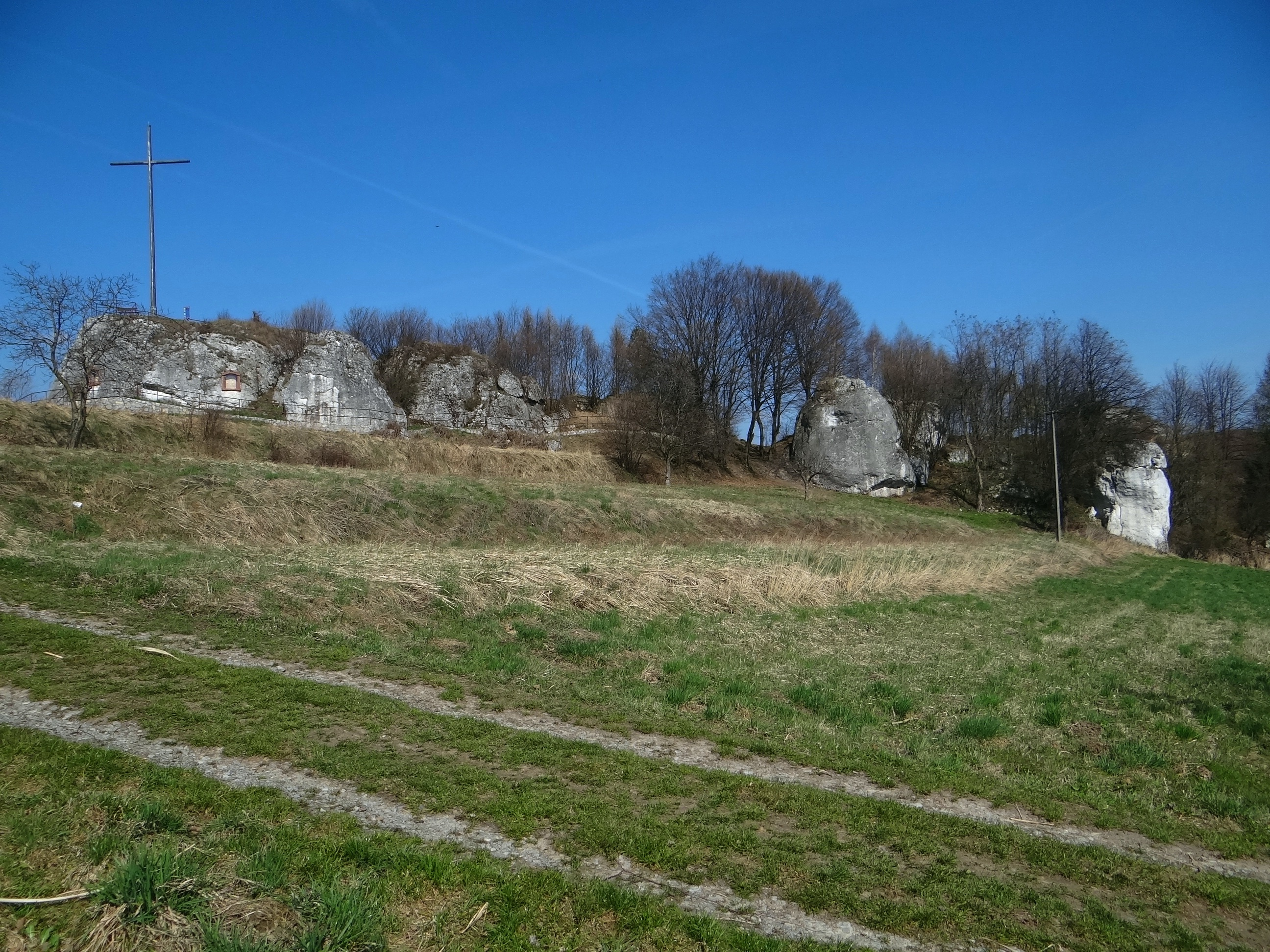
Nielepickie Skały

Dymniok Biały – jedna z Nielepickich Skał na grzbiecie wzgórza Dymniok w miejscowości Nielepice w województwie małopolskim, w powiecie krakowskim, w gminie Zabierzów. Znajduje się w mezoregionie Garb Tenczyński na Wyżynie Krakowsko-Częstochowskiej. Jest najdalej na południe wysuniętą skałą w grupie 4 skał (pozostałe to Skała z Krzyżem, Pośredniok i Dymniok Szary.
Skała znajduje się na terenie prywatnym. Jej pionowe ściany i przewieszki są celem wspinaczy skalnych. Wytyczyli oni na niej kilka dróg wspinaczkowych (obok nazwy drogi podano stopień trudności i asekurację; R – ringi, RZ – ringi zjazdowe, ST – stanowiska zjazdowe):
- Kwasoryt VI.1+, 2r + st;
- Blokowisko VI, 3r + st;
- Narodowe Siły Zbrojne VI.6, 4r + rz;
- Arte Fakt VI.4/4+, 3r + rz
- Smok wawelski VI.2+, 4;
- Ediruta VI.3, 4r + st;
- Sięga dżungli VI.2, 4r + st;
- Nie z tej bajki VI+, 3r + st[1].

Dymniok Biały ma wysokość 6–8 m i znajduje się na terenie otwartym.

## Szlaki turystyczne
Szlak spacerowo – edukacyjny wokół Nielepic: Nielepice, centrum – okopy z 1944 r. – kamieniołom wapienia Nielepice – Bukowa GóraDębowa Góra – Jaskinia przy Kamyku (Jaskinia Pańskie Kąty) – Pajoki – Nielepickie Skały – Nielepice. Jest to zamknięta pętla o długości około 8 km